# Lisandro Alvarado
Aníbal Lisandro Alvarado Marchena (El Tocuyo, Venezuela, 19 de septiembre de 1858 - Valencia, Venezuela, 10 de abril de 1929) fue un médico, naturalista, historiador, etnólogo y lingüista venezolano.

## Biografía
Hijo de Rafael Alvarado y Gracia Benigna Marchena. Sus primeros estudios los realizó en el colegio La Concordia, de El Tocuyo, regentado por Egidio Montesinos del cual recibió nociones de historia, álgebra, geometría, aritmética, latín y filosofía.
En 1871 viajó a Trujillo para presentar el examen de Bachiller en Filosofía, en el Colegio Nacional de Trujillo. Obtiene esta certificación antes de cumplir todas las pruebas, por decisión unánime del jurado examinador.
Forma parte del periódico semanal “Aura Juvenil”, junto con su compañero de colegio José Gil Fortoul. Fue el primer diario publicado en El Tocuyo, creado por José Espíritu Santos Gil . De Barquisimeto trajeron un tipógrafo y una imprenta, la primera de la ciudad.
Al poco tiempo, la carencia de recursos por parte de su familia le obligó a dejar los estudios y trabajar como dependiente en una farmacia en Barquisimeto. En 1878 se trasladó a Caracas para iniciar estudios de medicina. Durante este lapso estuvo en contacto directo con la intensa vida política del momento, caracterizada por el predominio de Antonio Guzmán Blanco. 
En lo intelectual pudo conocer el marco doctrinal del positivismo, representado en las enseñanzas de Adolfo Ernst y Rafael Villavicencio. En tal sentido, Lisandro Alvarado vio confrontada su visión religiosa y tradicionalista de la vida con las nuevas ideas científicas de fines del siglo XIX. En un primer momento, el positivismo influirá en sus investigaciones en el campo de la etnografía, la historia, el lenguaje, así como por su interés por varias culturas antiguas y modernas.
Después de seis años, Alvarado obtiene el título de Doctor en Ciencias Médicas Los años de formación caraqueña lo hacen copartícipe de una generación ilustre: José Gregorio Hernández, Luis Razetti, César Zumeta, Luis López Méndez y José Rafael Revenga, entre otros.
A pesar de su primera inclinación hacia la doctrina positivista, fue relevante el contacto con Cecilio Acosta, quien fue su segundo maestro, lo cual le permitió a Alvarado conectarse a tendencias neoclásicas distintas al positivismo. En 1881, por medio de Acosta pudo conocer a José Martí en Caracas, quien tuvo una importante influencia en su visión de la vida y la ciencia. En este sentido, una vez que obtuvo su doctorado en medicina, Lisandro Alvarado se radicó en Ospino (Estado Portuguesa) en 1885.
En esta localidad contrae nupcias con Amalia Rosa Acosta Zúñiga, con quien tiene ocho hijos, y en esta etapa se dedica al ejercicio de la medicina. Se muda a Guanare en 1889, pero hace un paréntesis entre 1890 y 1892, cuando es nombrado por el presidente Raimundo Andueza Palacios, cónsul de Venezuela a Southampton, Inglaterra.  
El año de 1892 es nombrado Cirujano Mayor del Ejército del Centro. Aquí se mezcla en escaramuzas guerrilleras. Estos años trabajó como médico de las medicaturas y el Hospital de Caridad de San Fernando de Apure, Barinas, Zaraza. Regresa a Guanare, donde desempeña diversos cargos entre públicos y académicos, y empieza su vida dromómana.
Inició una vida itinerante. Recorrió el país en lomo de burro, en canoas y a pie, lo que le permitió entrar en contacto directo con la realidad venezolana: los paisajes, la vegetación, la fauna, las costumbres y tradiciones populares, la manera de hablar de las personas, incluyendo los numerosos pueblos indígenas que conoció y cuya lengua pudo estudiar de primera mano.
En 1900 es Rector del Colegio Federal de Barquisimeto donde egresó la primera promoción de médicos formados en el Hospital de Caridad. Establecido en Barquisimeto en 1911, junto a su sobrino político Daniel Camejo Acosta fundan una clínica. Publica en el diario El Eco Industrial la columna “Martes científicos” donde trató temas divulgativos dirigidos a educar la población. Entre 1912 y 1913 es Superintendente de Instrucción Pública del estado Lara, cargo al cual renuncia, luego se muda a Caracas, en 1920, donde se establece;  y es nombrado Superintendente de Instrucción Pública, posteriormente trabaja en la Dirección de Política Comercial (del Ministerio de Relaciones Exteriores).
Con 68 años de edad sufre una hemiplejia. Se traslada a París para ser tratado, pero el veredicto de la ciencia francesa no es favorable. Regresa al país y es llevado a Valencia. Muere en 1929 y sus exequias se realizaron al pie de la estatua de la Plaza Bolívar de Valencia, debido a la negativa de la Iglesia católica valenciana de aceptar en su seno el velatorio de un hombre que confesó a lo largo de su vida ser pertenecer a la francmasonería (Alvarado fue masón grado 30). El 14 de mayo de 1980 sus restos fueron llevados al Panteón Nacional.
Como reconocimiento a su extensa labor en la investigación, fue incorporado como individuo de número de la Academia de Medicina (en 1905), la Academia de la Lengua (en 1922) y la Academia de la Historia (en 1923). En Caracas recibe las condecoraciones: Medalla de Instrucción Pública, otorgada por el gobierno de Francia, el 21/07/1921; la Orden del Libertador el 30 de julio del mismo año; Comendador de la Orden Isabel la Católica, por el reino de España, 1922. Sus Obras completas en 8 volúmenes comenzaron a ser publicadas en 1958; sin embargo, queda todavía una colección inédita de sus manuscritos en custodia de la Academia Nacional de la Historia.

## Obras

### Medicina
- Origen y propagación del vómito prieto. (1893)
- Sobre la geofagia
- Tratamiento de la fiebre biliar hematúrica
- Enteropatías periódicas
- Bronquitis epidémica
- Contribución al estudio de la fiebre hematúrica.
- Un caso de beriberi. (1901)
- El régimen dietético en las fiebres amarilla y tifoidea. (1908)

### Historia
- Neurosis de hombres célebres de Venezuela (1893)
- Los delitos políticos en la historia de Venezuela (1894)
- Sobre las guerras civiles del país (1894)
- Historia de la Revolución Federal en Venezuela (1909)

### Lingüística
- Ideas sobre la evolución del español en Venezuela (1903)
- Glosario de voces indígenas en Venezuela (1921)
- La poesía lírica en Venezuela en el último tercio del siglo XIX (1922)
- Alteraciones fonéticas del español en Venezuela (1922, reelaborada en 1929) y
- Glosario del bajo español en Venezuela (1929)

### Antropología
- Movimiento igualitario en Venezuela

- Datos etnográficos de Venezuela.
- Noticias sobre los Caribes de los llanos de Barcelona

### Traducciones
- De la naturaleza de las cosas de Tito Lucrecio Caro
- Viajes a las regiones equinocciales del nuevo continente de Alejandro de Humboldt y Aimé Bonpland
- Diversos poemas de los poetas franceses Stéphane Mallarmé y Charles Baudelaire.